# Понте нели Алпи
Понте нели Алпи (итал. Ponte nelle Alpi) је насеље у Италији у округу Белуно, региону Венето.
Према процени из 2011. у насељу је живело 7913 становника. Насеље се налази на надморској висини од 402 м.

## Становништво
Према резултатима пописа становништва 2011. у општини је живело 8.387 становника.
| 1931. | 1936. | 1951. | 1961. | 1971. | 1981. | 1991. | 2001. | 2011. |
| ----- | ----- | ----- | ----- | ----- | ----- | ----- | ----- | ----- |
| 5.440 | 5.190 | 6.265 | 6.489 | 7.045 | 7.327 | 7.562 | 7.913 | 8.387 |